# 于妃 (元愉之妻)
于妃（?—?），中国南北朝北魏京兆王元愉的王妃，于劲小女儿，宣武顺皇后的妹妹。
宣武帝元恪安排元愉与于氏结婚，元愉不以礼待她，在徐州纳妾杨奥妃，元愉夜闻其歌，很兴奋，遂被宠嬖。元愉还京，想给她尊贵的名分。托右中郎将赵郡李恃显为李氏的养父，生子元宝月。于皇后召杨奥妃入宫，痛打一番，强令她在宫中出家为尼，把元宝月给于妃抚养。岁余，于劲以于皇后没有生育，乃表劝广召嫔御。因令于皇后将杨奥妃归于元愉，旧爱更甚。